# 키오카
"키오카"는 대한민국의 기업인 골디락스 스튜디오에서 제작하고, KBS 2TV에서 2012년 1월 2일부터 2013년 10월 16일까지 방송된 어린이 애니메이션이다. 2011년 공개 당시의 제목은 "헬로 키오카"였다.
극지방에 거주하는 소녀인 키오카와 극지방의 생물을 바탕으로 한 키오카의 친구들을 중심으로 전개된다.

## 등장인물
- 키오카, 피피
- 코코, 빕
- 밥, 붑
- 바우, 스노우볼맨
- 샐리

## 목소리출연
- 박희은: 키오카, 피피
- 정미라: 코코, 빕
- 최정호: 밥, 붑
- 김석환: 바우, 스노우볼맨
- 조진숙: 샐리